# Colin Campbell (regissör)
OBS! Blanda ej ihop med skådespelaren Colin Campbell (1883). 
James Colin Campbell, född 11 oktober 1859 i Skottland, död 26 augusti 1928 i Hollywood, Kalifornien, var en brittisk-amerikansk filmregissör och manusförfattare.
Campbell regisserade runt 180 stumfilmer i Hollywood mellan 1911 och 1925. Han var gift med den kanadensiska skådespelaren Blanche Crozier.

## Regi i urval
- 1912 – Greven av Monte-Christo
- 1916 – Fritänkaren (The Garden of Allah)
- 1916 – Sin nästas hustru (Thou Shalt Not Covet)
- 1917 – Vem äger rätt att taga mitt liv? (Who Shall Take My Life?)
- 1918 – De gyllene drömmarnas stad (The City of Purple Dreams)
- 1919 – Äktenskapsbörsen (The Beauty Market)
- 1919 – Järnvägskungen (The Railroader)
- 1920 – Korsikanska bröderna (The Corsican Brothers)
- 1921 – Hans förstfödde (The First Born)
- 1921 – Svarta rosor
- 1921 – Kineskvarterets mysterier (Where Lights Are Low)
- 1921 – Labyrinten (The Swamp)
- 1922 – Bakom filmens kulisser (The World's a Stage)